# برایان بیتل
برایان بیتل (انگلیسی: Brian Bithell؛ زادهٔ ۵ اکتبر ۱۹۵۶) بازیکن فوتبال اهل بریتانیا است.
از باشگاه‌هایی که در آن بازی کرده‌است می‌توان به باشگاه فوتبال استوک سیتی، باشگاه فوتبال مکلسفیلد تاون، باشگاه فوتبال ویمبلدون، باشگاه فوتبال استافورد رانجرز، باشگاه فوتبال کونگلتون تاون، و باشگاه فوتبال پورت ویل اشاره کرد.